# Johann Peter Romang
Johann Peter Romang (* 28. November 1802 in Gsteig; † 25. Juli 1875 in Kiesen) war ein Schweizer evangelischer Geistlicher, Theologe und Hochschullehrer.

## Leben

### Familie
Johann Peter Romang war der Sohn des Landwirt und Schmied Christian Romang (1756–1822) und dessen Ehefrau Anna Maria (geb. Mösching) (1766–1824), die aus einem politisch einflussreichem Saanergeschlecht stammte. Seine Brüder waren:
- Christian Romang (1789–1869), Notar, Gerichtspräsident und Regierungsstatthalter[1];
- Johann Jakob Romang (1792–1857), Landwirt, betrieb fünf Jahre eine Schweizerei in Russland[2].

Er war seit 1838 mit Margaritha (* 18. Oktober 1806 in Gebenstorf, † April 1875 in Kiesen), Tochter des Pfarrers Albrecht Samuel Ziegler (1776–1842), verheiratet. Gemeinsam hatten sie einen Sohn und eine Tochter.

### Ausbildung
Er besuchte von 1818 bis 1822 das Gymnasium in Biel und studierte von 1822 bis 1827 Theologie und Philosophie an der Berner Akademie. 1828 wurde er ordiniert; kurz zuvor übernahm er eine Lehrstelle an der städtischen Elementarschule. Im darauffolgenden Jahr setzte er seine Studien an der Universität Berlin von 1829 bis 1830 fort und hörte dort Vorlesungen bei Georg Wilhelm Friedrich Hegel und vor allem bei Friedrich Schleiermacher.

### Werdegang
Von 1826 bis 1827 lernte er als Hauslehrer bei dem Politiker Sigmund Karl Ludwig von Steiger (1787–1863) die Philosophie Johann Friedrich Herbarts (1776–1841) kennen, der von 1797 bis 1799 als Hauslehrer beim Altvogt Karl Friedrich Steiger in Interlaken dessen Söhne unterrichtet hatte.
Nach seiner Rückkehr aus Berlin lehrte er an der Akademie Bern Philosophie; seit 1832 war er dort als Professor beschäftigt. Weil er davon ausging, dass er von der neuen Regierung aus politischen Gründen bei der Vergabe der Professuren an der umgewandelten Universität übergangen werden könnte, nahm er 1834 seinen Abschied von der Professur; wie er später erkannte, war dies ein voreiliger Entschluss gewesen.
Von 1837 bis 1850 war er Pfarrer in Därstetten im Simmental, 1851 Gymnasialrektor in Biel und von 1852 bis 1864 Pfarrer in Niederbipp.
Nach seiner Zurruhesetzung verbrachte er seinen Ruhestand in Kiesen.

### Schriftstellerisches und Geistliches Wirken
1835 erschien Über Willensfreiheit und Determinismus, in dem Romang Welt und Geschichte als durch ein vernünftiges moralisches Gesetz bestimmt auffasst, dessen Endzweck die Vollkommenheit des Ganzen ist, in dem letztlich auch das Böse aufgeht. Das Werk fand weithin Beachtung, unter anderem bei Christian Hermann Weisse, Isaak August Dorner, Karl Philipp Fischer, Friedrich Eduard Beneke sowie bei Johann Friedrich Herbart, den es nebst einer Rezension von Romangs Buch zu dessen vermeintlichen Spinozismus 1836 kritisierenden Schrift Zur Lehre von der Freiheit des menschlichen Willens anregte.
1841 legte Romang in seinem Hauptwerk System der natürlichen Religionslehre in kritischer Auseinandersetzung vor allem mit Friedrich Schleiermacher, Immanuel Kant und Baruch de Spinoza dar, dass natürliche und positive Religionen einander näher stünden als meist angenommen. Damit widersprach er der christentums- bzw. religionskritischen Tendenz seiner Zeit (David Friedrich Strauß und Ludwig Feuerbach), während er bei Bernard Bolzano, Richard Rothe und Alexander Schweizer Zustimmung fand.
In der zweiten Hälfte der 40er Jahre ergriff Romang an der Seite seines liberalen Freundes Eduard Bloesch (1807–66) gegen den politischen Radikalismus Partei. Vor Pfarrern sprach er in dieser Umbruchzeit über brisante Themen wie 1847 bei der neunten Jahresversammlung der schweizerischen Predigergesellschaft über Die Bedeutung des Kommunismus und 1849 über Einheit und Trennung von Kirche und Staat. In der Dringlichkeit der sozialen Frage sah und erkannte er frühzeitig das Hauptproblem seiner Zeit; den revolutionär-atheistischen Kommunismus lehnte er ab, forderte aber gesellschaftliche Solidarität sowie politische Reformen. Angesichts der raschen Individualisierung, Säkularisierung und der Marginalisierung von Religion und Kirche, befürwortete er, statt der Trennung von Kirche und Staat, eine Emanzipation der Kirche vom Staat. Der Frage, wie Kirche unter Berücksichtigung des außer und in ihr wachsenden Pluralismus bekennende Kirche sein könne, sind zahlreiche Publikationen aus seinem letzten Lebensdrittel gewidmet.
Nachdem die Berner Regierung 1847 Eduard Zeller als Professor für das Neue Testament an die Universität Bern berief, war Romang davon überzeugt, dass dieser eine verderbliche Lehre vermittele, insbesondere vom praktisch-religiösen Standpunkt aus, und er veröffentlichte rasch nacheinander verschiedene Publikationen, die sich mit der Lehre von Zeller auseinandersetzten.
Für seine Leistungen auf den Gebieten der Religionsphilosophie, der Theologie und der Politik in einer Zeit revolutionären Umbruchs fand er in Fachkreisen allgemeine Anerkennung und wurde von seinem theologisch-liberalen Antipoden Alois Emanuel Biedermann als ungewöhnlich feiner, scharfer Geist und tief ethische Natur gelobt. Eine längerfristige Wirkung blieb seiner Philosophie indes versagt.

## Mitgliedschaften
Johann Peter Romang war Mitglied der Studentenverbindung Schweizerischer Zofingerverein. 

## Schriften (Auswahl)
- Über die sittlichen Dinge unter der Voraussetzung des Determinismus. Bern: Janni, 1833.
- Über Willensfreiheit und Determinismus. Bern 1835.
- Beiträge zur Beleuchtung der rechtlichen Stellung der reformirten Kirche im Kanton Bern. Bern 1836.
- System der natürlichen Religionslehre, aus den ursprünglichen Bestimmtheiten des allgemeinen religiösen Bewußtseins entwickelt. Zürich 1841.
- Ueber das junghegel'sche Christenthum und das Ris-Zeller 'sche Symbolum. Bern: Haller, 1847.
- Meine Opposition gegen die junghegel'sche Tendenz und mein Verhältniß zu der bisher geltenden christlichen Lehre. Bern 1847.
- Die Bedeutung der Communismus: Aus dem Gesichtspunkte des Christenthums und der sittlichen Cultur gewürdigt. Bern, Zürich: Stämpfl., Schulthess, 1847.
- Der neueste Pantheismus oder die junghegel'sche Weltanschauung nach ihren theoretischen Grundlagen und Praktischen Konsequenzen, allen Denkenden gewidmet. Bern: Stämpfli Verlags-Buchhandlung, 1848.
- Einheit und Trennung von Kirche und Staat. Zürich und Frauenfeld: Ch. Beyel, 1850.
- Ueber Unglauben, Pietismus und Wissenschaft - ein Beitrag zum Verständniß unserer Zeit und ihrer Aufgaben. Bern 1859.
- Vom religiösen Jugendunterricht. 1860.
- Die religiöse Frage unserer Zeit: einfache Erklärung für das reformirte Volk, zunächst im Kanton Bern. Bern: C. Wüterich-Gaudard, 1869.
- Über wichtigere Fragen der Religion: Reden an die Gebildeteren unter dem Volke. Heidelberg : Winter, 1870.